# José Miguel Carrera
José Miguel Carrera Verdugo (ngày 15 tháng 10 năm 1785 - 04 tháng 9 năm 1821) là một vị tướng Chile, thành viên của dòng họ Carrera nổi bật, và được coi là một trong những người sáng lập của Chile độc lập. Carrera là nhà lãnh đạo quan trọng nhất của cuộc chiến tranh độc lập Chile trong khoảng thời gian của Vieja Patria ("Cựu Cộng hòa").

## Lập quốc
Sau khi những người thuộc địa Tây Ban Nha tái chiếm, ông tiếp tục vận động từ nơi lưu đày. Sự phản đối của ông đối với các nhà lãnh đạo độc lập Argentina và Chile San Martin và O'Higgins đã làm cho ông phải sống lưu vong ở Montevideo. Từ Montevido Carrera di chuyển đến Argentina, nơi ông tham gia cuộc đấu tranh chống lại những kẻ chuyên chế. Quân đội nhỏ của Carreras cuối cùng đã bị cô lập ở tỉnh Buenos Aires bởi các lực lượng liên bang khác. Trong tình hình khó khăn này, Carrera đã quyết định vượt qua các vùng đất thuộc kiểm soát của người bản địa để tìm đường đến Chile để lật đổ Quan tối cao Chile O'Higgins. Thay vì đi đến Chile, là mục tiêu cuối cùng của mình, ông tham gia cùng với các bộ tộc bản địa, giữa các Ranquel, cướp bóc các tỉnh miền Nam Argentina. Sau khi sự sụp đổ của đồng minh Carreras, Cộng hòa Entre Ríos, và các chiến thắng nhau chống lại các tỉnh thống nhất Rio de la Plata Carrera cuối cùng đã bị đánh bại, bắt và hành quyết ở Mendoza. José Miguel Carrera là người gốc Basque.